# Референдум о независимости Республики Абхазия (1999)
3 октября 1999 года в Республике Абхазия был проведен референдум об отношении граждан к действующей Конституции. 
Конституция Республики Абхазия, принятая Верховным Советом Республики Абхазия 26 ноября 1994 г., являлась правовым оформлением созданного независимого государства - Республики Абхазия (Апсны). 
Референдум проводился одновременно с выборами Президента Абхазии.  

## Итоги голосования
На день проведения референдума на территории Абхазии проживало 219 534 граждан, имеющих право голоса, т. е. 58,5% от довоенной численности избирателей. В голосовании приняло участие 87,6% граждан, внесенных в избирательные списки, что составило более половины от довоенной численности избирателей. 97,7% проголосовавших одобрили действующую Конституцию. 

## Последствия
На основе референдума, 12 октября 1999 г. был принят "Акт о государственной независимости Абхазии".